# Astragalus thermensis
Astragalus thermensis är en ärtväxtart som beskrevs av Vals. Astragalus thermensis ingår i släktet vedlar, och familjen ärtväxter. Inga underarter finns listade i Catalogue of Life.